# Ushigome
Ushigome (牛込) és el nom d'un barri de Shinjuku, Tòquio i, anteriorment, d'un districte de Tòquio (1889-1947). En 1947 aquest districte i el de Yotsuya es van integrar per formar l'actual districte de Shinjuku.

## Transport
- Estació d'Ushigome-Kagurazaka
- Estació d'Ushigome-Yanagichō